# نیروهای مسلح کانادا

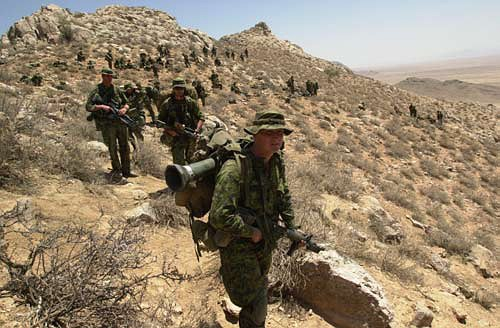
سربازان کانادایی در افغانستان

نیروهای مسلح کانادا (به انگلیسی: Canadian Armed (Forces نیروهای نظامی کشور کانادا هستند و این کشور به عنوان یکی از اعضای اصلی ناتو (سازمان پیمان آتلانتیک شمالی)، اکنون حدود ۲۶۰۰۰ نیروی ذخیره و ۶۴۰۰۰ نیروی نظامی فعال دارد.
نیروهای مسلح کانادا به سه شاخهٔ اصلی شامل نیروی زمینی کانادا، نیروی دریایی سلطنتی کانادا و نیروی هوایی سلطنتی کانادا تقسیم می‌شوند. تجهیزات اصلی این نیروها شامل ۱۴۰۰ وسیلهٔ نقلیهٔ جنگی زره پوش، ۳۴ کشتی جنگی و ۸۶۱ هواگرد تهاجمی است.
علاوه بر این که این کشور در جنگ بوئر دوم، جنگ جهانی اول، جنگ جهانی دوم و جنگ کره شرکت فعالی داشته، با این وجود از سال ۱۹۵۰ نیروهای خود را در قالب هیئت‌های بین‌المللی زیر نظر ناتو و سازمان ملل، از جمله هیئت‌های حافظ صلح، هیئت‌های اعزامی مختلف به یوگسلاوی سابق و حمایت از نیروهای ائتلاف در جنگ اول خلیج فارس به کشورهای مختلفی فرستاده‌است.
از سال ۲۰۰۱، کانادا نیروهای خود را برای کمک به ایالات متحده در جنگ با افغانستان در قالب نیروهای حافظ امنیت بین‌المللی به فرماندهی ناتو و نیروهای تحت اختیار سازمان فرستاد. این تیم با ۲۰۰ عضو، پس از حادثهٔ توفان کاترینا در سپتامبر ۲۰۰۵، عملیات نجات پس از وقوع زلزلهٔ کشمیر در دسامبر ۲۰۰۴ در آسیای جنوبی، شرکت داشتند.
کانادا در طول تاریخ خود پیمان‌های دفاعی مختلفی را امضاء نموده که مهم‌ترین آن‌ها با کشور آمریکا بوده‌است. دفاع متقابل آمریکای شمالی در اعلامیه اُدنبرگ (Odensburg) مورخ ۱۹۴۰ و تشکیل هیئت مشترک دائمی دفاع که ثن تاریخ راه اندازی گردید، چهارچوب همکاری‌های دفاعی بین آمریکا و کانادا را به وجود آورد. این دو کشور با امضای چند موافقت نامه دو جانبه در طول نیم قرن گذشته در حفاظت از منطقه وسیعی از آمریکای شمالی، آب‌های ساحلی و محدوده جوی با یکدیگر سهیم بوده‌اند. مشخص‌ترین این موافقت نامه‌ها، موافقت نامه دفاعی نوراد (Norad - فرماندهی دفاع هوافضای آمریکای شمالی) به سال ۱۹۵۸ میلادی می‌باشد.
فرماندهی کل قوای کانادا بر اساس قانون اساسی به فرمانروای کانادا، که فرماندار کل کانادا نمایندگی او را برعهده دارد اعطا شده‌است. رئیس حرفه ای سازمان رئیس ستاد مشترک دفاع، است که تحت هدایت وزیر دفاع ملی و به همراهی شورای نیروهای مسلح، عملیات نیروهای مسلح کانادا را مدیریت می‌کند.